# مهمة اعتراضية (فلم)
مهمة اعتراضية (بالإنجليزية: Interceptor) هو فيلم درامي أمريكي لعام 2022، من إخراج ماثيو رايلي، ومن سيناريو ستيوارت بيتي، ومن بطولة إيلسا بتاكي ولوك بريسي. تم إصداره على نتفليكس في 3 يونيو 2022.

## روابط خارجية
- مقالات تستعمل روابط فنية بلا صلة مع ويكي بيانات